# Charles Bailyn
Pour les articles homonymes, voir Bailyn.
Charles David Bailyn (né le 27 octobre 1959) est professeur A. Bartlett Giamatti d'astronomie et de physique à l'Université Yale et premier doyen de la faculté du Yale-NUS College.

## Éducation
Il est le fils de l'historien Bernard Bailyn. Il obtient un baccalauréat en astronomie et physique de Yale en 1981 et un doctorat en astronomie de Harvard en 1987. Sa thèse de doctorat porte sur les étoiles binaires émettant des rayons X et reçoit le prix Robert J. Trumpler du meilleur doctorat en astronomie nord-américain.

## Carrière
Les recherches de Bailyn portent sur l'astronomie des hautes énergies et l'astronomie galactique et il a publié plus de 100 articles référencés.
Au printemps 2007, Bailyn enregistre ASTR 160, Frontiers and Controversies in Astrophysics, dans le cadre de l'initiative Open Yale Courses.
Le 6 juillet 2016, il devient le premier directeur du nouveau Benjamin Franklin College, ouvert en 2017.
Bailyn reçoit le prix Bruno Rossi 2009 pour ses recherches sur les masses des trous noirs.